# アンソニー・シェーファー
アンソニー・ジョシュア・シェーファー（Anthony Joshua Shaffer, 1926年5月15日 - 2001年11月6日）は、イギリスの劇作家、作家、推理作家である。
推理劇『探偵スルース』が特に有名で、『ナイル殺人事件 (1978年の映画)』など数々の映画脚本を執筆した。ピーター・シェーファーは双子の弟にあたる。

## 経歴
1926年5月15日にユダヤ系の両親の間に、リヴァプールにて生まれる。ケンブリッジ大学のトリニティ・カレッジで法学を学んだ後、弁護士や新聞記者として働き、やがて戯曲を書きはじめ、劇作家としての道を歩み出した。
シェーファーの最も有名な作品は1970年初演の戯曲『探偵スルース』（Sleuth）で、大評判となってトニー賞を受賞。1972年には自らの脚本で映画化され、ローレンス・オリヴィエとマイケル・ケインが主演した。シェーファーは『探偵スルース』により、アメリカ探偵作家クラブ（MWA）から1971年にはエドガー賞の演劇賞を、1973年には同映画賞をそれぞれ受賞している。
シェーファーは戯曲のほか映画の脚本でも多くの業績を残している。アガサ・クリスティの作品『ナイルに死す』を映画化した『ナイル殺人事件』やヒッチコック・スリラーの『フレンジー』などである。
ミステリー好きとして知られ、戯曲にも色濃く反映されている。若いころは雑誌でミステリーの書評をしていたことがある。自身も弟ピーターとの合作ペンネームピーター・アントニイおよびA&P・シェーファーでミステリ長編を3作執筆している。

## 作品
『』内は邦題

### 戯曲
- 1970年 Sleuth 『探偵スルース』
- 1979年 Murderer
- 1983年 Whodunnit

### 映画脚本
- 1971年 Mr. Forbush and the Penguins
- 1972年 Frenzy 『フレンジー』
- 1972年 Sleuth 『探偵スルース』
- 1973年 The Wicker Man 『ウィッカーマン』
- 1974年 Murder on the Orient Express 『オリエント急行殺人事件』 （ただしクレジットタイトルには出ていない）
- 1978年 Death on the Nile 『ナイル殺人事件 (1978年の映画)』
- 1978年 Absolution
- 1982年 Evil Under the Sun 『地中海殺人事件』
- 1988年 Appointment With Death 『死海殺人事件』
- 1993年 Sommersby

### 合作長編
- 1951年 The Woman in the Wardrobe 『衣裳戸棚の女』
- 1952年 How Doth the Little Crocodile？
- 1955年 Withered Murder